# Robert Steinberg
Robert Steinberg (Soroca, 25 de maio de 1922) foi um matemático estadunidense. Foi professor da Universidade da Califórnia em Los Angeles.
Introduziu a representação de Steinberg. Obteve o Ph.D. em matemática na Universidade de Toronto em 1948.
Foi palestrante convidado no Congresso Internacional de Matemáticos de 1966, recebeu o Prêmio Leroy P. Steele de 1985, foi eleito para a Academia Nacional de Ciências dos Estados Unidos em 1985 e ganhou o Prêmio Jeffery–Williams de 1990. Aposentou-se na Universidade da Califórnia em Los Angeles em 1992.

## Publicações
- Steinberg, Robert (1962). «Générateurs, relations et revêtements de groupes algébriques». Bruxelles: Gauthier-Villars. Colloq. Théorie des Groupes Algébriques (em francês): 113–127. MR MR0153677. Zbl 0272.20036
- Steinberg, Robert (1968), Lectures on Chevalley groups, Yale University, New Haven, Conn., MR 0466335, consultado em 9 de fevereiro de 2013, cópia arquivada em |arquivourl= requer |arquivodata= (ajuda) 🔗 Parâmetro desconhecido |dataarquivo= ignorado (ajuda)
- Steinberg, Robert (1974), Conjugacy classes in algebraic groups., ISBN 978-3-540-06657-6, Lecture Notes in Mathematics, 366, Berlin-New York: Springer-Verlag, MR 0352279, doi:10.1007/BFb0067854
- R. Steinberg, Collected Papers, Amer. Math. Soc. (1997), ISBN 0-8218-0576-2.